# Krzysztof Zając (Fußballspieler)
Krzysztof Zając (* 22. Februar 1958) ist ein ehemaliger polnischer Fußballspieler. Der Abwehrspieler wechselte 1987 aus seinem Geburtsland, wo er in der höchsten Spielklasse aufgelaufen war, zum VfB Oldenburg nach Deutschland. Dort beeinflusste er als Spieler, unter anderem in 101 Spielen in der 2. Bundesliga für den norddeutschen Klub aktiv, sowie als Teil des Trainerstabs für ein Jahrzehnt die Geschicke des Klubs.

## Sportlicher Werdegang
Zając entstammt der Jugend von Ruch Chorzów, für den Klub bestritt der schlesische Juniorenauswahlspieler unter Trainer Jerzy Bomba 1977 sein erstes Ligaspiel im Erwachsenenbereich. Unter dessen Nachfolger Leszek Jezierski wurde er aussortiert und wechselte als 20-Jähriger zum Aufsteiger GKS Katowice. Dort wurde er eine der prägenden Gestalten, als der Klub sich in den folgenden Jahren im vorderen Bereich des polnischen Erstligafußballs etablierte und erste Titel gewann. Im Pokalwettbewerb 1985/86 erreichte er mit der Mannschaft um Mirosław Kubisztal, Piotr Piekarczyk, Marek Biegun, Marek Koniarek und Jan Furtok das Endspiel. Durch einen 4:1-Erfolg über Górnik Zabrze holte die von Alojzy Łysko trainierte Mannschaft erstmals den Pokal.
1987 wechselte Zając ins westliche Ausland und schloss sich dem deutschen Klub VfB Oldenburg in der Oberliga Nord an. Mit dem ambitionierten Drittligisten spielte er in den folgenden Jahren um den Aufstieg in die 2. Bundesliga. Mit Manager Rudi Assauer und Trainer Wolfgang Sidka gelang als Meister der Oberliga-Spielzeit 1989/90 – Zając hatte mit fünf Toren in 31 Spielen dazu beigetragen – die Teilnahme an der Aufstiegsrunde, in der vor Mitaufsteiger TSV Havelse sowie Arminia Bielefeld, dem Wuppertaler SV und den Reinickendorfer Füchsen die Rückkehr in die Zweitklassigkeit erreicht wurde. Nachdem die Mannschaft in der Spielzeit 1990/91 als Tabellenzwölfter mit drei Punkten Vorsprung auf die Abstiegsplätze die Klasse hielt, überraschte sie in der ersten gesamtdeutschen Spielzeit 1991/92: als Tabellenfünfter der regulären Spielzeit der Nordstaffel zogen Zając, Radek Drulák, Wolfgang Steinbach, Carsten Linke, Thomas Gerstner, Jörg Wawrzyniak und Co in die Aufstiegsrunde ein, wo letztlich als Vizemeister ein Punkt auf Bayer 05 Uerdingen zum erstmaligen Aufstieg in die Bundesliga fehlte. Dem Höhenflug folgte jedoch der jähe Absturz, auch nach einem Trainerwechsel von Sidka zu Werner Fuchs im Frühjahr 1993 blieb der Erfolg aus und auf dem 22. Tabellenplatz rangierend stieg die Mannschaft im Sommer 1993 wieder in die Drittklassigkeit ab. 
Als Tabellensechster der Oberliga-Spielzeit 1993/94 verpasste Zając mit dem VfB Oldenburg den Wiederaufstieg klar, qualifizierte sich aber mit der Mannschaft für die neu geschaffene Regionalliga Nord. Dort rückte er unter Trainer Horst Wohlers zum spielenden Trainerassistenten auf. Nachdem im Frühjahr 1995 der angestrebte Wiederaufstieg erneut in weitere Ferne gerückt war, wurde mit Hubert Hüring bereits ein Nachfolger für Wohlers für die kommende Spielzeit verpflichtet. Der zwischen Wohnort Mönchengladbach und Arbeitsort Oldenburg pendelnde Wohlers wurde letztlich am 9. Mai von seinen Aufgaben entbunden, da er sich weigerte, mit dem Einsatz junger Talente den Aufbau der Mannschaft für die folgende Saison vorzubereiten, und bis Saisonende durch Zając ersetzt. Mit drei Siegen und einem Unentschieden aus den von ihm betreuten abschließenden vier Saisonspielen erreichte der Klub den fünften Tabellenplatz. Unter Hüring wurde er mit der Mannschaft in der Regionalliga-Spielzeit 1995/96 Nordmeister und in der anschließenden Aufstiegsrunde gegen Tennis Borussia Berlin bestritt er seine letzten beiden Pflichtspiele für den Klub, die nach einem 1:1-Unentschieden im Hinspiel durch einen 2:1-Erfolg nach Verlängerung durch Treffer von Hans Jörg Butt per Strafstoß und Alexander Woloschin zugunsten der Oldenburger ausfiel.
Nach seinem Karriereende blieb Zając dem VfB Oldenburg treu, für den er bis 1997 als Teil des Trainerstabs arbeitete. Weiterhin in Oldenburg ansässig, war er zunächst im Export- und Importgeschäft aktiv, später engagierte er sich im polnischen Immobiliengeschäft.
Ab 2017 war Zając Präsident des polnischen Klubs Korona Kielce, den der mit ihm befreundete Ex-Bundesligaprofi Dieter Burdenski auf seine Vermittlung von der Stadt Kielce mehrheitlich erworben hatte. Später wurde er von Łukasz Jabłoński beerbt.